# Mahmoud El-Khatib
Mahmoud Ibrahim El-Khatib (arabisch محمود الخطيب Maḥmūd al-Chaṭīb, DMG Maḥmūd al-Ḫaṭīb) (* 30. Oktober 1954 in Aga, Ad-Daqahliyya) ist ein ehemaliger ägyptischer Fußballspieler. Er gilt als „ägyptischer Pelé“ und bester ägyptischer Fußballer „aller Zeiten“.
Mahmoud El-Khatib, genannt Bibo, wuchs als jüngstes von zehn Kindern eines Beamten in einem Ort im Nildelta auf. Schon als Kind bewunderte er den brasilianischen Fußballer Pelé und trug später, wie sein Vorbild, vorzugsweise die Rückennummer zehn. Mit 16 Jahren wurde er von dem renommierten Kairoer Klub Al-Ahly verpflichtet. In den folgenden 18 Jahren gewann er mit diesem Verein zehn nationale Titel und fünfmal den Pokal. 1982 und 1987 errang Al Ahly mit El-Khatib zudem den afrikanischen Pokal der Landesmeister und von 1984 bis 1986 in Folge den Pokal der Pokalsieger.
1984 spielte El-Khatib für Ägypten bei den Olympischen Spielen in Los Angeles, wo die ägyptische Nationalmannschaft erstmals seit 1964 bei Olympischen Spielen die zweite Runde erreichte. Nachdem Ägypten 1986 vor heimischem Publikum in Kairo Afrikameister geworden war, trat er von der Nationalmannschaft zurück und beendete zwei Jahre später seine Karriere, in deren gesamten Verlauf er lediglich zwei Gelbe Karten erhalten hatte. Zudem hält er bis heute den Rekord von 37 Toren in 49 Einsätzen beim African Cup of Champions Clubs.
1983 wurde Mahmoud El-Khatib zu Afrikas Fußballer des Jahres gewählt und 2007 zum zweitbesten afrikanischen Spieler der letzten 50 Jahre, hinter dem Kameruner Roger Milla.
Bis 2014 war El-Khatib ist Vize-Präsident von Al-Ahly, seit 2017 ist er Präsident des Vereins. Er engagiert sich u. a. als Botschafter der SOS-Kinderdörfer für den Nahen Osten.